# 원래1가인
《원래1가인》(중국어 간체자: 原来1家人, 정체자: 原來1家人, 병음: Yuánlái 1 jiārén 위안라이이자런[*], 영어: Golden Darling 골든 달링[*])은 타이완의 텔레비전 드라마이다.

## 등장 인물
- 남심미(藍心湄) : Jolin 역
- 구택(邱澤) : 황진파(黃金發) 역
- 궈수야오(郭書瑤) : 옌루위(顏如玉) 역
- 사곤달(謝坤達) : 잔스방(詹士邦) 역
- 유자천(劉子千) : 류원칭(劉文青) 역
- 양청(楊晴) : 쉬춘(徐春) 역
- 장진란(張景嵐) : 옌루화(顏如花) 역

### 기타
- 양전군(梁正群) : 정징(鄭京) 역
- 여만인(呂曼茵) : 선씨(沈太太) 역
- 오세위(吳世偉) : 왕다더(王大德) 역
- 다원(大文) : 커커(科科) 역
- 양치위(楊奇煜) : 왕얼더(王爾德) 역
- 사경난(謝瓊煖) : 왕왕스(王罔市) 역
- 스즈톈(石知田) : 왕투이터(王推特) 역

### 게스트
- 다다(達達) , 캉캉(康康) : 경찰 역
- 유보걸(劉寶傑) : 바오제(寶傑) 역
- 마서병(馬西屏) : 시핑(西屏) 역
- 호문영(胡文英) : 장 씨(張小姐) 역
- 쉬웨이언(許維恩) : Jenny 역
- 양횩군(梁赫群) : 량허췬(梁赫群) 역
- 우커췬(吳克群) : David Chao 역
- 임유가(林宥嘉) : 샤오라이(小賴) 역
- 먀오커리(苗可麗) : 뤄만사(羅曼莎) 역
- 허등방(許騰方) : 안짜이쉬(安在旭) 역
- 양요전(楊曜全) : 구 점장 역
- 임옥익(林雍益) : 좡샤오웨이(莊孝瑋) 역
- 한렁나(涵冷娜) : 미술 교사 역
- 진정니(陳庭妮) : 츙츙(瓊瓊) 역
- 강강철(姜康哲) : 자난유(賈南有) 역
- 리산전(利善榛) : 원칭의 소개팅 대상 역
- 섭혜지(葉蕙芝) : 의사 역
- 진가규(陳家逵) : 류펀이(六分儀) 역
- 여종도(呂從道) : 아훙(阿鴻) 역
- 왕다오(王道) : 쉬바(徐霸) 역
- Masa
- 굴중항(屈中恆) : 옌창서우(顏長壽) 역
- Vicky : 옌 어머니 역
- 유자천 : 중산칭원/나카야마 키요후미(中山清文) 역
- 마리야(瑪莉亞)
- 바이윈(白雲)
- 리징톈(李京恬) : 바이바이윈(白百雲) 역
- 진사리(陳莎莉) : 천사사(陳莎莎) 역
- 가수근(柯淑勤) : 랴오구이팡(廖貴芳) 역
- 장지한(張之瀚) : 편의점 관리자 역
- 종흔릉(鍾欣凌) : 우메이(五妹) 역
- 구지환(邱志桓) : 샤오장(小張) 역
- 하미(何美) : 탕위안(湯圓) 역
- 멍겅루(孟耿如) : 녜원냥(聶穩娘) 역
- 황자교(黃子佼) : 훠푸(霍普) 역
- 진소뢰(陳筱蕾) : 손님 역
- 양패결(楊佩潔) : 둥아어(董阿娥) 역
- 관용(關勇) : 바이마커(白馬克) 역
- 사이분(謝怡芬) : Jolina 역
- 아다(阿達) : 거짓 왕얼더 역
- 쭤쭤유유(左左右右)
- 류웨(六月) : 웨량셴쯔(月亮仙子) 역
- 과이과이(拐拐) : 뉘선(女神) 역